# Planmessung
Die Planmessung ist die Messung der Haarstärke. Dafür wird der Durchmesser des Haares bis auf ein hundertstel Millimeter genau bestimmt. Je größer der Durchmesser des Haares, desto stärker ist das Haar. Besonders vor einer Haarcoloration, einer Pflegebehandlung oder Umformung sollte die Haarstärke genau bestimmt werden, da die Haarstärke die Einwirkzeit und das Ergebnis beeinflusst.

## Messung

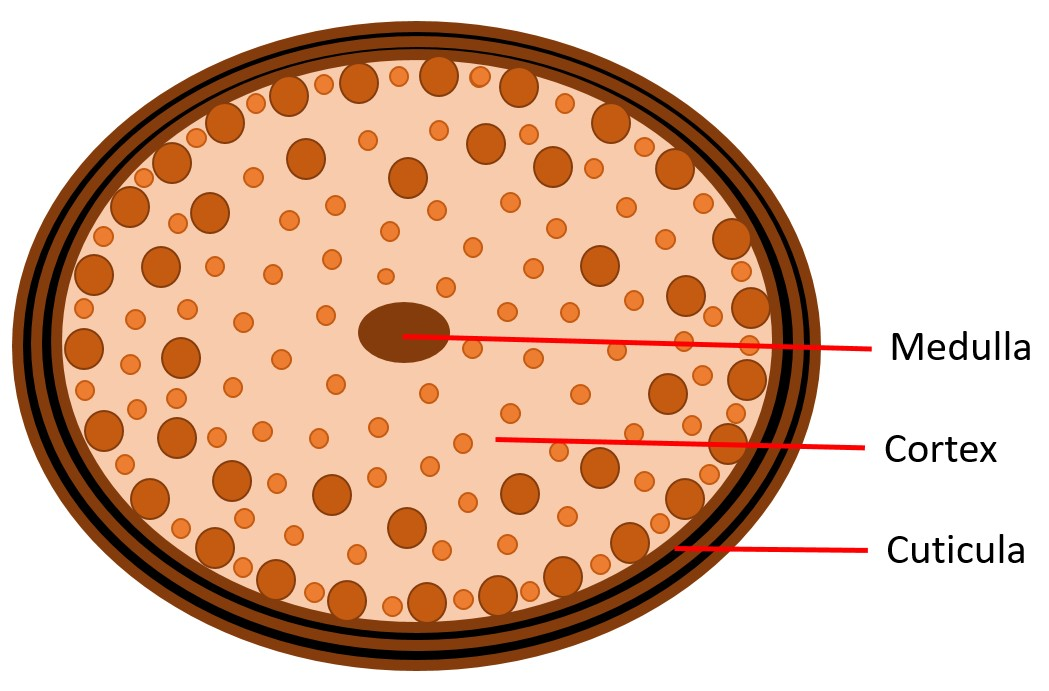
Haar im Querschnitt mit den Zelllagen der Schuppenschicht (äußerer Ring).

Die Haarstärke wird durch die Beschaffenheit der Faser- und Schuppenschicht bestimmt.
Die äußerste Schicht, Cuticula oder Schuppenschicht genannt, besteht aus flachen, übereinandergreifenden, verhornten, abgestorbenen Zellen. Sie besteht aus sechs bis zehn solcher Zelllagen. Je mehr Zelllagen sich an der Schuppenschicht befinden, desto stärker das Haar.
Der Cortex („Rinde“), auch Faserschicht oder Faserstamm genannt, macht ca. 80 % des Haaranteils aus. Hier spielen sich alle für den Friseur relevanten chemischen Prozesse ab. Der Cortex besteht aus Faserbündeln, die aus einer großen Zahl feinster Keratinfasern, den Fibrillen, bestehen.
Um die Haarstärke zu ermittelt wird ein Haarstärkenmessgerät verwendet. Dabei wird die Haarstärke an drei verschiedenen Stellen des Kopfes gemessen: Ein Haar im Nacken, ein Haar im Wirbelbereich und ein Haar an den Seiten. 
Die Summe der drei Messungen geteilt durch die Anzahl der Messungen ergibt die durchschnittliche Haarstärke des Haares. Um eine Verfälschung des Durchschnittswertes zu vermeiden, sollten besonders feine Konturenhaare extra gemessen werden.

## Verschiedene Haarstärken
Die unterschiedliche Verhornung beim Haarwachstum entscheidet u. a., ob das Haar glatt oder gewellt ist. Dabei haben verschiedene Menschen genetisch bedingt unterschiedliche durchschnittliche Haarstärken:
- 0,03 bis 0,05 mm (feines Haar),

- 0,06 bis 0,07 mm (normales Haar) und

- 0,08 bis 0,12 mm (starkes Haar).[1]

Die Haarstärke ist wichtig für das Aussehen der Haare und deren Frisierbarkeit. Der Durchmesser des Haares bestimmt, wie das Haar auf Styling reagiert und ob die Verwendung zusätzlicher Stylingprodukte erforderlich ist. Afrikanisches, kleingelocktes Haar und asiatisches Haar haben einen hohen Durchmesser von bis zu 0,12 mm und mitteleuropäisches Haar hat einen geringeren Durchmesser von 0,07 mm.